# Адміністративний устрій Тарутинського району
Адміністративний устрій Тарутинського району — адміністративно-територіальний поділ ліквідованого Тарутинського району Одеської області на 4 селищні та 23 сільські ради, які об'єднували 51 населений пункт та були підпорядковані Тарутинській районній раді. Адміністративний центр — смт Тарутине..
Тарутинський район був ліквідований 17 липня 2020 року.

## Список радТарутинського району
| №  | Назва                                | Центр                    | Населені пункти                                                                     | Площа км² | Місце за площею | Населення (2001), чол. | Місце за населенням | Розташування |
| -- | ------------------------------------ | ------------------------ | ----------------------------------------------------------------------------------- | --------- | --------------- | ---------------------- | ------------------- | ------------ |
| 1  | Березинська селищна рада             | смт Березине             | смт Березине                                                                        |           |                 |                        |                     |              |
| 2  | Бородінська селищна рада             | смт Бородіно             | смт Бородіно                                                                        |           |                 |                        |                     |              |
| 3  | Серпневська селищна рада             | смт Серпневе             | смт Серпневе                                                                        |           |                 |                        |                     |              |
| 4  | Тарутинська селищна рада             | смт Тарутине             | смт Тарутине                                                                        |           |                 |                        |                     |              |
| 5  | Веселодолинська сільська рада        | c. Весела Долина         | c. Весела Долина                                                                    |           |                 |                        |                     |              |
| 6  | Виноградівська сільська рада         | c. Виноградівка          | c. Виноградівка                                                                     |           |                 |                        |                     |              |
| 7  | Височанська сільська рада            | c. Височанське           | c. Височанське с. Ганнівка                                                          |           |                 |                        |                     |              |
| 8  | Вільненська сільська рада            | c. Вільне                | c. Вільне                                                                           |           |                 |                        |                     |              |
| 9  | Вознесенська Друга сільська рада     | c. Вознесенка Друга      | c. Вознесенка Друга с. Благодатне с. Кролівка с. Скриванівка с. Червоне             |           |                 |                        |                     |              |
| 10 | Ганнівська сільська рада             | c. Ганнівка              | c. Ганнівка с. Новоселівка                                                          |           |                 |                        |                     |              |
| 11 | Євгенівська сільська рада            | c. Євгенівка             | c. Євгенівка с. Володимирівка с. Рівне                                              |           |                 |                        |                     |              |
| 12 | Калачівська сільська рада            | c. Калачівка             | c. Калачівка с. Слобідка                                                            |           |                 |                        |                     |              |
| 13 | Красненська сільська рада            | c. Красне                | c. Красне                                                                           |           |                 |                        |                     |              |
| 14 | Ламбрівська сільська рада            | c. Ламбрівка             | c. Ламбрівка                                                                        |           |                 |                        |                     |              |
| 15 | Лісненська сільська рада             | c. Лісне                 | c. Лісне                                                                            |           |                 |                        |                     |              |
| 16 | Малоярославецька Друга сільська рада | c. Малоярославець Другий | c. Малоярославець Другий                                                            |           |                 |                        |                     |              |
| 17 | Миколаївська сільська рада           | c. Миколаївка            | c. Миколаївка                                                                       |           |                 |                        |                     |              |
| 18 | Надрічненська сільська рада          | c. Надрічне              | c. Надрічне с. Іванчанка                                                            |           |                 |                        |                     |              |
| 19 | Новотарутинська сільська рада        | c. Нове Тарутине         | с. Нове Тарутине с. Булатівка с. Новоукраїнка с. Олексіївка с. Підгірне с. Плачинда |           |                 |                        |                     |              |
| 20 | Олександрівська сільська рада        | c. Олександрівка         | с. Олександрівка                                                                    |           |                 |                        |                     |              |
| 21 | Перемогівська сільська рада          | c. Перемога              | с. Перемога с. Єлизаветівка с. Роза                                                 |           |                 |                        |                     |              |
| 22 | Петрівська Друга сільська рада       | c. Петрівка              | с. Петрівка с. Матильдівка с. Новосілка                                             |           |                 |                        |                     |              |
| 23 | Петрівська Перша сільська рада       | c. Петрівськ             | с. Петрівськ с. Сухувате                                                            |           |                 |                        |                     |              |
| 24 | Підгірненська сільська рада          | c. Підгірне              | с. Підгірне                                                                         |           |                 |                        |                     |              |
| 25 | Рівненська сільська рада             | c. Рівне                 | с. Рівне с. Лужанка                                                                 |           |                 |                        |                     |              |
| 26 | Юр'ївська сільська рада              | c. Юр'ївка               | с. Юр'ївка с. Богданівка с. Єлизаветівка                                            |           |                 |                        |                     |              |
| 27 | Ярівська сільська рада               | c. Ярове                 | с. Ярове с. Малоярославець Перший                                                   |           |                 |                        |                     |              |

* Примітки: м. — місто, с-ще — селище, смт — селище міського типу, с. — село